# 布蘭普頓鎮區 (密歇根州)
布蘭普頓鎮區（英語：Brampton Township）是位於美國密歇根州德爾塔縣的一個行政鎮區。

## 地方資料
布蘭普頓鎮區的面積為66.30平方千米，當中陸地面積為61.40平方千米，而水域面積為4.90平方千米。根據2020年美國人口普查的數據，當地共有人口1023人，而人口密度為每平方千米15.43人。